# دب لفتویچ
دب لفتویچ (انگلیسی: Debbe Leftwich؛ زادهٔ) یک سیاست‌مدار اهل ایالات متحده آمریکا است.